# Copidognathus tectiporus
Copidognathus tectiporus is een mijtensoort uit de familie van de Halacaridae. De wetenschappelijke naam van de soort is voor het eerst geldig gepubliceerd in 1935 door Viets.